# Faucigny (province)
Pour les articles homonymes, voir Faucigny.
Le Faucigny est une petite région naturelle française et l'une des six provinces historiques de la Savoie, située au centre du département de la Haute-Savoie.
La région prend son nom du château de Faucigny possédé par les sires de Faucigny. Elle est d'abord une partie du pagus Genevensis, avant de devenir vers la fin du XIe siècle ou au début du siècle suivant une seigneurie indépendante, puis une baronnie (mentionnée en 1256), avant d'être intégrée à l'ensemble savoyard et enfin une province administrative (de 1723 à 1793) du duché de Savoie. Elle correspond approximativement dès lors à l'actuel arrondissement de Bonneville, qui se trouve en grande partie dans la vallée de l'Arve et les vallées de ses deux principaux affluents, le Giffre et le Bon-Nant. Ses habitants sont les Faucignerands et les Faucignerandes.

## Géographie
| \| Chablais Léman Faucigny Pays du Mont-Blanc Vallée Verte Mont Blanc Genevois Savoie Propre Maurienne Tarentaise Beaufortain Val d'Arly \| Le Faucigny dans l'ensemble des pays de Savoie. |
| Chablais Léman Faucigny Pays du Mont-Blanc Vallée Verte Mont Blanc Genevois Savoie Propre Maurienne Tarentaise Beaufortain Val d'Arly                                                       |

L'espace géographique du Faucigny correspond aux bassins de l'Arve et du Giffre jusqu'aux abords de la cité de Genève. Historiquement, il réunissait également la moitié ouest du Chablais savoyard actuel (entre Thonon et Genève) ainsi que le Beaufortain (détaché en 1667). Aujourd'hui, il peut se définir par l'arrondissement de Bonneville auquel on associe les communes des cantons d'Annemasse-Nord et d'Annemasse-Sud, ainsi que le canton de Reignier-Ésery.

## Toponymie
Le nom du territoire est issu du transfert du nom d'un ancien château — le château de Faucigny — situé sur la commune de Faucigny. Son nom est attesté dès le XIe siècle avec notamment les formes Focignacum en 1012, Fulciniacum en 1059, Fulcignacum en 1119, Fulcinie en 1208, Faucignacum en 1292, Falcignacum, Faucignacum et Falciniacum aux XIIe et XIIIe siècles ou encore Cura de Fucignier vers 1344.
Il s'agit d'une formation toponymique gallo-romane en -(i)-acum,,, suffixe d'origine gauloise indiquant le lieu ou la propriété et qui a régulièrement abouti à la terminaison -y dans cette partie de la Savoie. Ce traitement phonétique correspond à celui du nord de la France. Le premier élément est vraisemblablement un nom de personne, peut-être s'agit-il du nom de personne latin Falcinius ou Fulcinius, voire du nom de personne germanique Falcoenus, bien que cette dernière hypothèse formulée par Ernest Nègre ne semble pas basée sur l'étude d'une forme ancienne connue, puisqu'il n'en cite aucune. Elle est en effet difficilement compatible avec ces formes anciennes.

## Histoire

### Préhistoire et Protohistoire
Si les premières traces du peuplement de la région remontent au Moustérien (âge de Néanderthal), il a fallu, selon toute vraisemblance, attendre le retrait des glaciers et les temps néolithiques avant que les vallées de l'Arve et du Giffre connaissent un peuplement permanent. À l'âge du bronze, comme en témoignent de nombreux vestiges archéologiques, la région du futur Faucigny était déjà très peuplée. Des objets de bronze ont été retrouvés jusque dans des villages de haute altitude, où on s'adonnait déjà avec savoir-faire à la métallurgie.
Les VIIe et VIe siècles av. J.-C., les vallées ont reçu de nouveaux arrivants de culture celtique ou celto-ligure. Les historiens envisagent cette époque avec beaucoup de prudence : nos aînés étaient persuadés que les vallées alpines avaient connu un peuplement gaulois très dense. Aujourd'hui on tente de reconsidérer cette pénétration gauloise. Selon l'historiographie traditionnelle, la basse vallée de l'Arve était jadis sous le contrôle des Gaulois Allobroges et la haute vallée sous l'influence des Gaulois Ceutrons, maîtres de la Tarentaise,. Il faut en tout cas regarder comme un mythe l'existence de l'antique peuplade des Fauces mentionnée sur base des inscriptions de la colonne de Bonneville.

### Époque romaine
En 121 avant notre ère, les vallées de l'Arve et du Giffre sont passées sous la domination romaine, et l'on aurait tort de penser que les lieux sont restés retirés, sans traces de civilisation gallo-romaine. Cette date est marquée par la victoire romaine sur le peuple des Allobroges par le consul Quintus Fabius Maximus Allobrogicus. Au débouché des vallées, la ville importante de Genava (Genève) prenait son essor, et les vallées ont vu se développer des premiers vici. En ces temps antiques, une voie romaine reliait Genava à Augusta Pretoria (Aoste) en remontant la vallée de l'Arve et en franchissant le col du Bonhomme. Pierre Broise et François Bertrandy ont révélé qu'aux temps gallo-romains, l'Arve était naviguée par des bateaux à faible tirants d'eau jusqu'à hauteur de Thyez. Là se trouvait un vicus assez remarquable pourvu d'un embarcadère sur l'Arve. Ses vestiges, longtemps visibles, ont souvent été confondus avec les ruines d'un pont médiéval.
La civilisation gallo-romaine se traduit également en Faucigny à travers des vestiges de temples et une quinzaine d'inscriptions. La province est cependant marquée par des tensions puis un conflit entre Allobroges et Ceutrons à propos des limites entre leurs territoires respectifs. Le conflit prend une telle proportion que Rome fait intervenir Cneus Pinarius Cornelius Clemens, légat de la Germanie supérieure. Ce dernier est à l'origine de la borne frontière, mise en place au col de la Forclaz-du-Prarion,,.
Alors que l'Avant-pays savoyard subit au IIIe siècle les incursions des Alamans, le Faucigny semble épargné. Toutefois, l'historien Pierre Broise considère que l'absence de richesses cachées sur le territoire permettrait d'expliquer l'absence de réelle invasion.
Au siècle suivant, alors que le Faucigny dépendait de la province Viennoise ou Viennaise, la partie allobroge (basse vallée) passe sous le contrôle de la cité de Genève tandis que la partie ceutrone (haute vallée) est attachée au Valais.
À partir du IVe et Ve siècles, la région a reçu de nouveaux arrivants. Une population très bigarrée, rassemblant des éléments d'origine ethnique très différentes, connue sous le nom de Burgonde. Pendant quelques décennies, les vallées de l'Arve et du Giffre ont vécu sous leur domination directe, à travers le royaume de Sapaudia, basé sur Genève, puis la région est passée sous domination mérovingienne. Sous le règne du roi Gontran, la région est devenue frontière directe avec le royaume Lombard. Les diplômes mérovingiens et carolingiens ne font aucune allusion à ce secteur alpin.

### Moyen Âge

#### Les sires de Faucigny
Les origines des seigneurs de Faucigny sont assez mal connues, et pour des générations d’érudits et de chroniqueurs, elles ont été un vaste champ d’hypothèses plus ou moins fondées. Il faut dire que le contexte politique dans lequel s’inscrit l’ascension des Faucigny est aujourd’hui sujet à de nombreux questionnements.
Les seigneurs de Faucigny font partie de ces innombrables familles qui, à partir de l’An Mil, ont participé à l’émiettement de l’autorité impériale en affirmant un pouvoir territorial héréditaire, et en œuvrant à la création d’un État autonome. Les témoignages écrits sont peu nombreux et trop disparates pour déterminer avec précision le profil des premiers sires de Faucigny. Plusieurs hypothèses sont évoquées : héritiers d’anciens administrateurs sous l’autorité des souverains Rodolphiens, potentats locaux affirmés par la force du poing et de l’épée, héritiers de nobles militaires des derniers temps carolingiens ou encore des vassaux des comtes de Genève.
Les plus lointains ancêtres des Faucigny apparaissent dans les sources écrites au début du XIe siècle, avec un certain Aimerard (ou Emmerard), donateur d’une terre à l’abbaye de Saint-Maurice-d’Agaune en 1002. L’historiographie traditionnelle a souvent dépeint ce personnage comme un authentique seigneur médiéval, fondateur de dynastie, déjà bien ancré dans son territoire. Après sa disparition, située aux alentours de 1030, son fils Louis († 1060) lui succède et étend son pouvoir sur les vallées de l’Arve et du Giffre. La seigneurie devait prendre forme autour d’une bourgade rurale, Faucigny, où un petit château dominait le cours de l’Arve.
Tout porte à croire que Louis exerce un pouvoir bien réel sur la région sur le plan politique, économique et juridique. On ignore si l'on peut pour autant le présenter comme un authentique seigneur féodal, seul maître en ces domaines, et dégagé des mouvements politiques du Saint-Empire. Par son épouse Thetberge, Louis semble lié à la famille des Rheinfelden (Rheinfelden (Baden)), son beau-père Rodolphe n’était autre que l’administrateur de la Souabe et de la Bourgogne Juranne. Ainsi vers le milieu du XIe siècle, les premiers seigneurs du Faucigny affirment leur autorité en restant intimement liés aux grands dignitaires et impliqués dans les affaires politiques de l’Empire. Cette implication leur permettrait de bénéficier de liens d'amitié durables avec les grandes familles du Nord : les Kibourg et les Zähringen, héritiers des Rheinfelden[réf. nécessaire].

#### L'affirmation d'un pouvoir territorial
Par leurs savantes alliances et leur tempérament réaliste, les sires de Faucigny sont parvenus à établir un pouvoir solide sur une vaste région englobant les vallées de l'Arve et du Giffre, Megève, Flumet et Beaufort-sur-Doron. Les premiers dynastes auraient rêvé d'un destin plus prestigieux. De leur maison mère, faisant face au Salève, les sires de Faucigny devaient avoir des vues sur Genève. Les comtes de Genevois, qui leur faisaient face, partageaient la même aspiration : s'emparer de la ville, remporter le pouvoir politique sur toute la Savoie du Nord et bénéficier de l'extraordinaire potentiel économique de la ville.
Quand on observe la carte de la région à la fin du XIe siècle, on observe le choix offensif des sires de Faucigny : s'installer sur un escarpement rocheux, voisin de Genève, mais cerné de rivaux de toutes parts. Si l'on excepte les vignes de la Côte d'Hyot et le petit prieuré clunisien de Contamine, la quasi-totalité des environs appartenait au Genevois. Assurément, la basse vallée de l'Arve était un lieu de disputes plus que d'agrément, et le château de Faucigny était un édifice éminemment militaire.
Le pouvoir politique des évêques s'affirmant très nettement sur la cité Genevoise, les sires de Faucigny se consacrèrent à l'expansion de leur territoire dans l'amont des vallées : bientôt ils furent maîtres de toute la rive droite de l'Arve, entre Bonneville et la Menoge, de toute la moyenne vallée de l'Arve jusqu'au défilé de Servoz, et de toute la vallée du Giffre.
Une des grandes questions que l'on se pose est de savoir par quel moyen les sires du Faucigny ont pris l'ascendant sur les forteresses environnantes et sur leurs maîtres. Les forteresses qui s'élevaient jadis aux cols de Saxel (Rochefort) et de Châtillon (le Couard) n'avaient rien de petites résidences vassales. Rochefort et Châtillon étaient des places fortes bien défendues, probablement très anciennes. On peut s'interroger sur les relations qu'entretenaient les dynastes de Chatillon et de Boëge avec les sires du Faucigny.
Les sires du Faucigny sont en tout cas parvenus à asseoir leur domination sur une vaste région et, semble-t-il, dans un espace de temps relativement restreint. Présents en basse vallée de l'Arve et en Vallée Verte, maîtres du col de Saxel, les Faucigny n'en étaient pas moins influents en Chablais, où ils possédaient deux châteaux, celui d'Allinges-Vieux et celui d'Hermance, en position de port sur le Lac Léman. Dans l'acte de donation de la vallée d'Aulps aux frères cisterciens de Molesmes, le nom des Faucigny figure aux côtés de ceux des plus hauts dignitaires de la région : les comtes de Savoie et les sires de Rovorée. Il est du reste intéressant de constater qu'à cette époque (1094), les Faucigny ne semblaient pas encore posséder la vallée du Giffre, ni y porter bien grand intérêt.
Le XIIe siècle est le temps d'une importante phase de consolidation à tous points de vue : politique, militaire et économique. Pour accroître leur puissance à la guerre, les sires du Faucigny confièrent leur troupe armée au commandement d'un sénéchal établi au château de la Crête. Ce même édifice, bénéficiant d'une position relativement centrale, devait également accueillir une cour de justice.
Contrairement à leurs illustres voisins, les comtes de Savoie, les Faucigny ne pouvaient prétendre à une position de portiers des Alpes, les montagnes des vallées de l'Arve et du Giffre n'étant frontalières qu'avec le Valais. Aucun col stratégique permettant le passage des marchandises venues d'Italie ne se trouvait sur le territoire. Les cols frontaliers, au parcours des plus rébarbatifs, n'étaient ouverts qu'à des dessertes locales, transhumances, menus échanges alimentaires, etc. Les seigneurs locaux firent donc preuve de réalisme politique.
Ils cherchèrent à s'implanter dans des régions éloignées de leur « berceau » familial. Ils allèrent se possessionner en Pays de Gex (châtellenie de Versoix) et sur les rivages Nord du Léman (vallée de l'Aubonne). La famille, de plus en plus influente, jouait du trône et de l'autel en continuant à rêver au prestige des grandes villes. Genève était toute proche et le rêve genevois bien vivace.

#### Le trône et l'autel

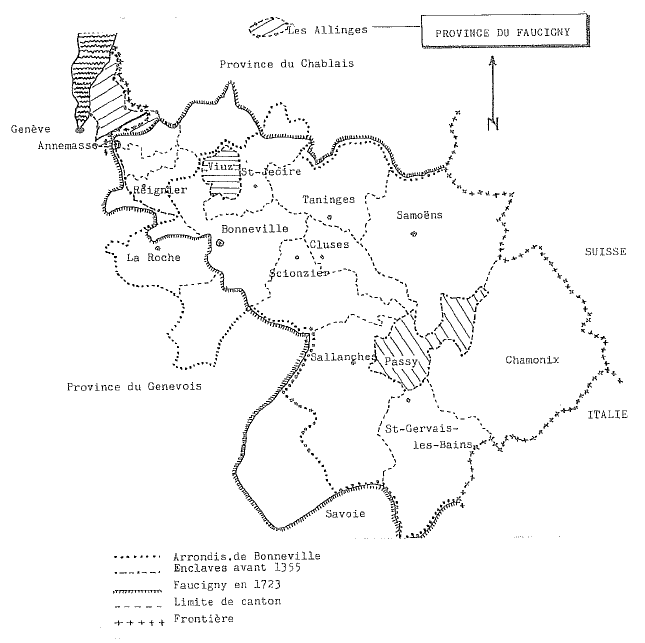
La carte du Faucigny.

Parmi les historiens, on s’accorde à reconnaître l’habileté avec laquelle, sur plusieurs générations, les sires de Faucigny ont élevé leurs cadets aux plus hautes dignités ecclésiastiques. En effet, la famille a compté parmi ses cadets un nombre important de prélats :
- Guy (1083-1119), Ardutius (1135-1185) et Pierre (1311-1342) se sont assis sur le trône épiscopal de Genève ;
- Gérold (1105-1126) a été évêque de Lausanne ;
- Amédée (1125) fut quant à lui évêque de Maurienne.

Cette omniprésence dans les hautes sphères du pouvoir religieux témoigne de l’influence et des étroites relations que les Faucigny entretenaient avec les souverains du plus haut rang. Pendant cette période de trois quarts de siècle commencée au Concile de Sutri (1046), et prenant fin au Concile de Latran (1124), la nomination des évêques se faisait sous le contrôle des empereurs, qui entendaient faire relayer leur autorité par les prélats.
Pour les sires de Faucigny, placer les cadets de famille sur les sièges épiscopaux relevait d'un jeu politique subtil et fort pratiqué en Europe durant cette époque. Placer un parent sur un siège d'évêque permettait d'acquérir du pouvoir, mais aussi de se réclamer de l'empereur et gagner en ascendant sur leurs rivaux, les comtes de Genève. La reconnaissance impériale et l’élévation d'Ardutius à la dignité de Prince de Genève (1135) permit de repousser les comtes hors de la ville. La ville avait finalement acquis son indépendance ; elle était perdue pour tous les dynastes environnants. Pour les Faucigny, c'était la fin d'un rêve.
Aux XIIe et XIIIe siècles, les sires du Faucigny ont fait également de généreuses donations aux monastères. Guy de Faucigny avait fondé en 1083 le prieuré de Contamine-sur-Arve. Aymon Ier de Faucigny devait concéder la vallée de Sixt aux chanoines de Saint-Augustin où son frère Ponce de Faucigny établit un monastère. En 1151, la vallée du Béol était offerte à Jean d'Espagne, qui y installait le Reposoir.
En 1147, le sire Aymon de Faucigny et son frère Rodolphe l'Allemand prirent le chemin de la Terre Sainte à l'occasion de la deuxième croisade. Le chroniqueur Odon de Deuil nous a légué un témoignage de cette aventure, qui a porté les seigneurs de Faucigny jusqu'à Jérusalem. Pierre le Vénérable, abbé du Cluny, décrit alors la dynastie comme une famille de grande noblesse.

#### Apogée des Faucigny
Face à la dynamique genevoise et savoyarde, les sires du Faucigny se sont très vite trouvés encerclés et, contrairement à beaucoup de dynastes de leur époque, ils ont dû abandonner rapidement leurs rêves d'expansion territoriale par la politique matrimoniale. On ne manque pas d'être surpris par les choix de la famille en ce qui concerne les alliances et les mariages : outre les prestigieuses alliances avec la maison de Rheinfelden et le mariage de Aimon Ier avec Clémence de Briançon, les dynastes de Faucigny ont quelquefois arrangé leurs alliances avec des maisons normandes (Constance de Beauvoir, ép. Rodolphe Ier), poitevines (Flotte de Royans, ép. Aymon II) ou gasconnes (Gaston VII de Béarn, ep. Béatrix, 1273).
Si les seigneurs de Faucigny n'avaient pratiquement plus aucune perspective d'expansion directe depuis les vallées de l'Arve et du Giffre, ils étaient maîtres d'une seigneurie de plus en plus compacte, de mieux en mieux organisée, qui s'étendait de Versoix jusqu'à Beaufort. L'apogée du Faucigny médiéval se situe sans doute au temps de l'alliance, temporaire, avec la Savoie : Aimon II régnant, son dynamique gendre Pierre II de Savoie baroudait à travers l'Europe et contribuait, pour une large part, à moderniser les domaines, tant sur le plan administratif que militaire.
Au XIIIe siècle, la baronnie de Faucigny n'est pas un fief d'Empire, mais un alleu (alod).
Le Faucigny s'organise autour de dix châtellenies à la fin du XIIIe siècle et dont l'ordre de préséance serait, selon l'ancien inventaire des titres du Faucigny (1431), cité notamment par le chanoine Jean-Louis Grillet, le suivant : Cluses et Châtillon, Toisinges (Bonneville), Bonne, Sallanches, Faucigny, Le Châtelet du Crédoz, Samoëns, Montjoie et Flumet. Il semble que les autres châtellenies, possédées par les sires de Faucigny, n'envoyaient pas de représentants à l'assemblée des États. L'organisation de la baronnie (1256), puis devient un bailliage en 1265, qui reprend le modèle des châtellenies, dit aussi mandement (mandamentum), mis en place avec la venue de Pierre II de Savoie. La nouvelle organisation reprend les dix châtellenies de Bonne, Toisinges (Bonneville), Châtelet du Crédoz, Châtillon, Faucigny, Flumet, Sallanches, auxquels sont ajoutées celles d'Hermance, Monthoux, et Pont-sur-Arve. Auparavant, la châtellenie de Pont-sur-Arve (château de Boringe) dépendait, selon l'archéologue suisse, Louis Blondel, de celle du Crédoz. Le siège du bailliage de Faucigny se trouve à Bonne avant d'être transféré à Châtillon, puis Cluses.
En ce XIIIe siècle, les Faucigny étaient devenus des acteurs incontournables de la scène savoyarde. Ils étaient également possessionnés en pays de Vaud et en pays de Fribourg, où ils détenaient des péages et recueillaient l'hommage des comtes de Gruyères. Les historiens ont remarqué, souvent avec étonnement, que les Faucigny détenaient de véritables fortunes qui leur permettaient de tenir tête aux princes rivaux, le plus souvent désargentés.

#### Le Faucigny delphinal: une enclave en terre savoyarde
À la disparition d'Aimon II et de Pierre II de Savoie (1252, 1263), le Faucigny est devenu un objet de convoitises et de tensions. À deux reprises, des femmes ont hérité du pouvoir régalien : Agnès (1252-1268) puis Béatrix (1268-1304) ont régné avec le titre de « Dame de Faucigny ». Hélas leurs affaires successorales se sont mal passées : la maison de Savoie a commencé à revendiquer une partie de la terre de Faucigny, et la dynastie a été confrontée à la disparition prématurée de son héritier, Jean Ier de Viennois le 24 septembre 1282. Béatrix, sa mère, resta aux affaires jusqu'en 1304. Ensuite, pendant presque un demi-siècle, le destin du Faucigny s'est plus ou moins confondu avec celui du Dauphiné, à cette exception notoire qu'il constituait une enclave en terre savoyarde.
Les dauphins auraient organisé le territoire en une quinzaine de châtellenies (Allinges-Vieux, La Bâtie-Cholay ou Roillebot, Beaufort, Bonne, Toisinges (Bonneville), Châtelet du Crédoz, Châtillon, Flumet, Faucigny, Hermance, Monthoux, Montjoie, Saint-Michel-du-Lac, Sallanches et Samoëns).
Dès lors, la seigneurie, couramment désignée sous le titre de « baronnie » (1256), est devenue un véritable guêpier, voué en permanence aux chevauchées, intimidations et autres coups de main. Cédée au roi de France en 1348, la terre de Faucigny est devenue une enclave française en terre de Savoie. Il fallut attendre le traité de Paris, en 1355, pour qu'un échange de territoires ait lieu et que le Faucigny, en échange de terres dans le Viennois et du pays de la Valbonne, soit intégré aux États de Savoie.

#### Nouveaux maîtres du Faucigny
Lors de la fin de la maison du Faucigny, ce sont les comtes d'Albon, puis les Dauphins de Viennois qui prennent le titre de baron du Faucigny :
- 1304, Hugues Dauphin, gendre de Béatrice ;
- 1321, Guigues VIII du Viennois et Humbert II du Viennois, petits fils de Béatrice ;
- 1333, Humbert II du Viennois (dernier Dauphin de Viennois) ;
- 1349, futur roi Charles V "le Sage" de France, (fils de Jean II de France), dauphin de France (par cession du 31 mars) ;
- 1355, Amédée VI de Savoie, comte de Savoie (par traité du 5 janvier).

Au cours de la première partie du XIVe siècle, la baronnie du Faucigny est organisée autour de 17 châtellenies : Allinges-Vieux, Bâtie-Rouelbeau, Beaufort, Bonne, Bonneville, Boringes ou Pont-sur-Arve, Châtelet-du-Crédoz, Châtillon-sur-Cluses, Faucigny, Flumet, Hermance, Lullin, Monthoux, Montjoie, Saint-Michel-du-Lac, Sallanches et Samöens (ou Montagnier).
Le titre est offert en apanage à :
- Janus de Savoie (Jean de Savoie) (1441-1491) fils du duc Louis Ier de Savoie et d'Anne de Lusignan, il meurt sans descendance masculine et l'apanage revient alors à la maison de Savoie ;

Le titre est offert en apanage à la branche cadette de la maison de Savoie, les Nemours :
- 1514-1533 : Philippe de Savoie-Nemours (1490 † 1533), comte apanagiste de Genève et frère du duc Charles III
- 1533-1585 : Jacques de Savoie-Nemours (1531 † 1585), duc de Genève en 1564, fils du précédent
- 1585-1595 : Charles-Emmanuel de Savoie-Nemours (1567 † 1595), fils du précédent
- 1595-1632 : Henri Ier de Savoie-Nemours (1572 † 1632), frère du précédent
- 1632-1641 : Louis de Savoie-Nemours (1615 † 1641), fils du précédent
- 1641-1652 : Charles Amédée de Savoie-Nemours (1624 † 1652), frère du précédent
- 1652-1659 : Henri II de Savoie-Nemours (1625 † 1659), archevêque de Reims. Fin de la lignée.

En 1683, retour de l'apanage à la maison de Savoie.

### Les horlogers du début duXVIIIesiècle
Après 1710, une quinzaine de villages du Faucigny fournissaient des « mouvements en blanc » aux horlogers de Genève, qu'il ne restait plus qu'à assembler. Dès 1701, il fut interdit de former des apprentis dans la seigneurie de Genève, interdiction contournée dans les régions alentour.
Les horlogers genevois de souche abandonnent alors le travail des mouvements bruts ou ébauches pour se réserver le finissage. Par une série de règlements protectionnistes, ils empêchent l'implantation proche de concurrents capables de fabriquer la montre complète. Leur objectif était de cantonner cette industrie naissante dans un travail de sous-traitance pour la « Fabrique de Genève », mais les artisans du Faucigny organisèrent leurs propres comptoirs et contribuèrent ainsi, dans le cadre de l'établissage, à l'histoire de l'horlogerie.

### Organisation administrative (1723-1792)
Au XVIIIe siècle, Victor-Amédée II de Savoie met en place une nouvelle organisation administrative créant ainsi une intendance générale, reprenant l'ancien duché de Savoie, et cinq intendances de province. Ainsi la province du Faucigny est composée de bailliages réunissant 73 paroisses, en 1723. Avec l'édit du 3 septembre 1749, la province connaît quelques modifications avec la création d'une nouvelle paroisse, l'acquisition de cinq paroisses détachées du Genevois.

### Occupation française (1792-1816)
Lors de l'annexion du duché de Savoie par la Convention nationale en 1792, le Faucigny intègre le nouveau département du Mont-Blanc et est réorganisé en district de Cluses, composé de 10 cantons et 61 communes. En 1798, l'ensemble du territoire est attaché au nouveau département du Léman et disparait dans l'arrondissement communal de Bonneville, composé de 9 cantons et 74 communes.

### Département de la Haute-Savoie
Lors de l'annexion de la Savoie à la France en 1860, le duché de Savoie est divisé en deux départements de la Savoie et de la Haute-Savoie. La province du Faucigny est intégrée dans le second. Il correspond à l'arrondissement de Bonneville, la partie septentrionale ayant été intégrée à l'arrondissement de Saint-Julien-en-Genevois.

## Économie
- Forte urbanisation
- Agriculture
- Vallée du décolletage
- Tourisme (randonnées, sports d'hiver, escalade…)

## Héraldique
|  | Les armes actuelles du Faucigny se blasonnent ainsi : Palé d'or et de gueules de six pièces. Celles-ci correspondent aux armes des sieurs du Faucigny, maître de la vallée au Moyen Âge. |

#### Ouvrages généraux
- Paul Guichonnet, Nouvelle encyclopédie de la Haute-Savoie : Hier et aujourd'hui, Montmélian, La Fontaine de Siloé, 2007, 399 p. (ISBN 978-2-84206-374-0, lire en ligne), notamment le chapitre concernant la vallée, « L'impétueux Faucigny » (pp. 71-98).
- Paul Lullin et Charles Le Fort, Régeste genevois : Répertoire chronologique et analytique des documents imprimés relatifs à l'histoire de la ville et du diocèse de Genève avant l'année 1312, Société d'histoire et d'archéologie de Genève, 1866, 542 p. (lire en ligne).
- Achille Raverat : La Haute Savoie. Genevois, Sémine, Faucigny et Chablais, La Découvrance, 2006,  (ISBN 2-84265-387-4).
- Société savoisienne d'histoire et d'archéologie (responsable de la publication), L'Histoire en Savoie, « Dictionnaire du Duché de Savoie », Tome 1, Chambéry, La Fontaine de Siloé (réimpr. 2005) (1re éd. 1840) (ISSN 0046-7510, lire en ligne), « N°9, Hors série », p. 168-169, « Genevois ».
- Jules-Joseph Vernier, Étude historique et géographique sur la Savoie, Paris, Le Livre d'Histoire - Res Universis, 1993 (réimpr. 1993) (1re éd. 1896), 185 p. (ISBN 978-2-7428-0039-1 et 2-7428-0039-5, ISSN 0993-7129, BNF 31563841), p. 60.

#### Ouvrages spécialisés
- Henri Baud, Jean-Yves Mariotte, Alain Guerrier, Histoire des communes savoyardes : Le Faucigny, Roanne, Éditions Horvath, 1980, 619 p. (ISBN 2-7171-0159-4).
- Nicolas Carrier, La vie montagnarde en Faucigny à la fin du Moyen Âge : Économie et société (fin XIIIe début XIVe siècle), L'Harmattan, coll. « Logiques historiques », 2001, 620 p. (ISBN 978-2-7475-1592-4, lire en ligne).
- Nicolas Carrier, Matthieu de La Corbière, Entre Genève et Mont-Blanc au XIVe siècle : enquête et contre-enquête dans le Faucigny delphinal de 1339, Librairie Droz, 2005, 401 p. (ISBN 978-2-88442-019-8, lire en ligne), Introduction.
- Claude Castor : Le Faucigny, Société Savoisienne d'Histoire, 1991.
- Michel Durand, Histoire imagée du Faucigny, Cabédita, 2001,  (ISBN 2-88295-293-7).
- Guy Gavard (préf. Paul Guichonnet), Histoire d'Annemasse et des communes voisines : les relations avec Genève de l'époque romaine à l'an 2000, Montmélian, La Fontaine de Siloé, coll. « Les Savoisiennes », 2006, 439 p. (ISBN 978-2-84206-342-9, lire en ligne).
- Paul Guichonnet, Les monts en feu : la guerre en Faucigny, 1793, Académie salésienne, 1994, 368 p. (ISBN 978-2-901102-11-3, lire en ligne).
- Lucien Guy, « Les anciens châteaux du Faucigny », Mémoires & documents, vol. 47,‎ 1929, p. 133-138 (lire en ligne).
- Gilbert Künzi, Lieux-dits entre Dranse et Arve : Chablais savoyard et Faucigny, Éditions Cabédita, 1997, 201 p. (ISBN 978-2-88295-203-5).
- Gérald Richard, Musique du Faucigny, 164 ans de passion, préface de Maurice Adam, introduction de Paul Guichonnet, postface de Raymond Blondaz, édité par la Fédération des musiques du Faucigny, 168 pages, 2000.
- Christian Regat et François Aubert, Châteaux de Haute-Savoie : Chablais, Faucigny, Genevois, Cabèdita, 1999, 193 p. (ISBN 978-2-88295-117-5).
- Robet Vivian, Des glaciers du Faucigny aux glaciers du Mont-Blanc, La Fontaine de Siloé, 2001,  (ISBN 2-84206-178-0).

#### Articles
- Pierre Broise, « Antiquités gallo-romaine en Faucigny », Bulletin, no XVIII,‎ 1986, p. 225-300.